# 아다치촌
아다치촌(足立村)은 후쿠오카현 기쿠군에 있던 촌이다. 현재의 기타큐슈시 고쿠라키타구의 일부에 해당한다.

## 지리
무사사키강 하류 우안, 아다치산 서쪽 기슭에 위치했다.

## 역사
- 1889년 4월 1일 - 정촌제 시행에 의해 기쿠군 아다치촌이 성립하였다.
- 1927년 4월 1일 - 고쿠라시에 편입되었다.

## 참고문헌
- 角川日本地名大辞典 40 福岡県
- 『市町村名変遷辞典』東京堂出版、1990年。